# Curtea de Argeș
Curtea de Argeş là một đô thị thuộc hạt Argeș, România. Dân số thời điểm năm 2002 là 32626 người.